# Myrsine hosakae
Espèce
Synonymes
- Myrsine helleri (O. & I. Deg.) St. John (préféré par BioLib)[2]
- Myrsine hosakae Wilbur[2] [3]

Statut de conservation UICN

 VU D2 : Vulnérable
Myrsine hosakae est une espèce de plantes à fleurs de la famille des Primulaceae.

## Publication originale
- Transactions and Proceedings of the Royal Society of New Zealand 1: 189. 1962.